# Villa Marchetti
Villa Marchetti è un edificio realizzato su progetto dell'architetto Hans Hoffmann nel 1911 a Merano. Assieme al giardino ed alla Palmenhaus, la villa è tutelata dal 1991.

## Storia
L'edificio è stato commissionato dalla famiglia di Josef Marchetti, commerciante meranese, al concittadino architetto Hans Hoffmann, e venne realizzato nel 1911.
Caratteristici della costruzione sono i due erker agli angoli dell'edificio, dal lato della strada, sormontati dalle altrettanto caratteristiche cupole a cipolla. L'ingresso con volte trompe-l'œil presenta una vetrata in stile tardo-storicista. Caratteristici sono anche gli intonaci esterni rigati.

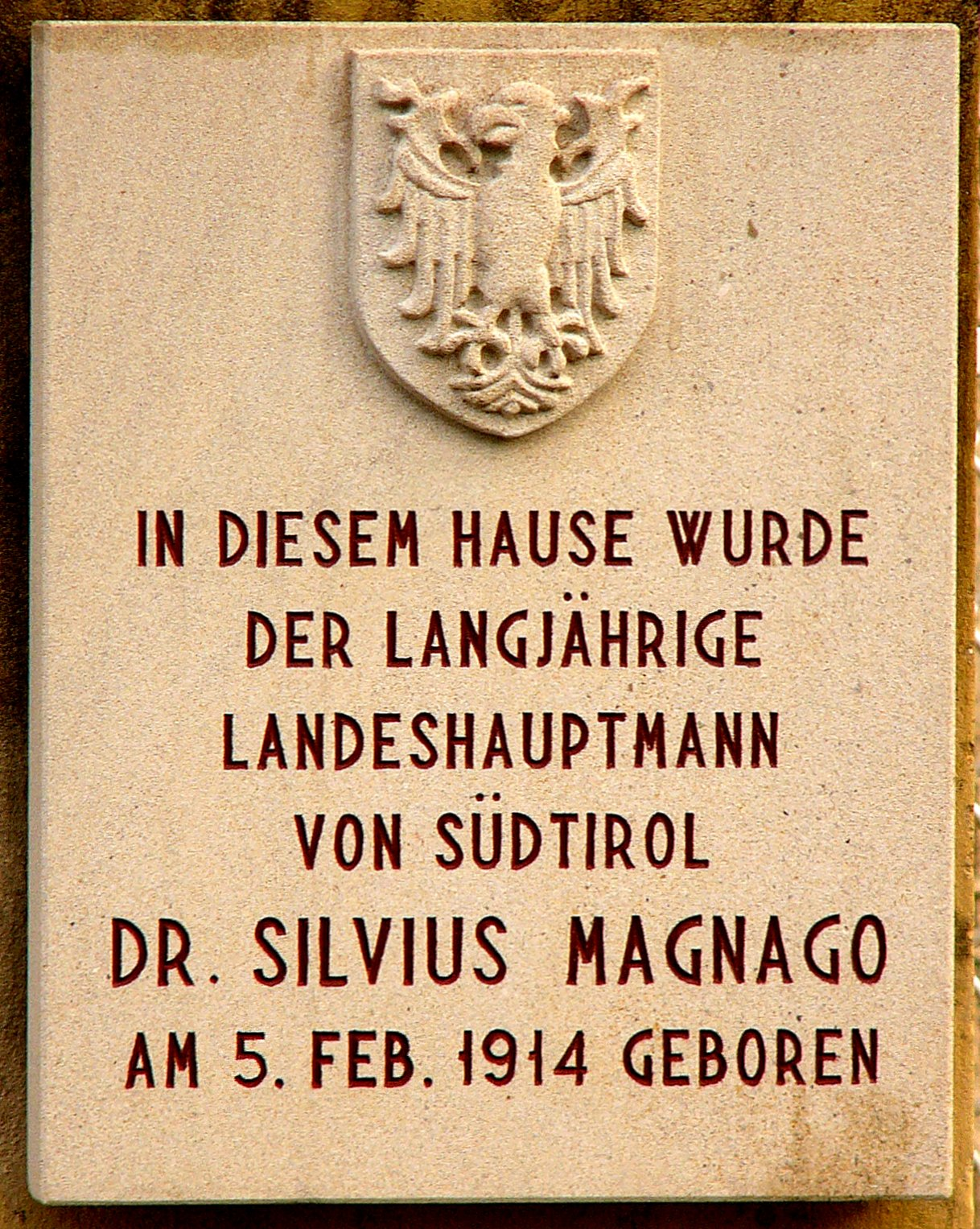
Iscrizione che ricorda la nascita di Silvius Magnago

Nel 1914 vi nacque il futuro presidente della provincia di Bolzano, Silvius Magnago, ed una targa commemorativa ricorda l'evento.
L'edificio rimase della famiglia Marchetti fino al 2010, quando fu venduta ad un gruppo di professionisti meranesi, tra cui l'allora deputato Karl Zeller. L'edificio venne ristrutturato dai nuovi proprietari tra il 2011 ed il 2012, ed adibito in parte ad uffici ed in parte ad appartamenti.

## Giardini ePalmenhaus
Nell'ampio giardino mediterraneo si trova la Palmenhaus (letteralmente, "casa delle palme"), un piccolo edificio vetrato che originariamente serviva come serra invernale per le piante esotiche di Villa Marchetti, che col tempo era caduto in disuso ed in rovina. Con la ristrutturazione del 2012 venne trasformato in appartamento.